# Errol (Stati Uniti d'America)
Errol è un comune degli Stati Uniti d'America facente parte della contea di Coos nello stato del New Hampshire.